# Mildred Natwick

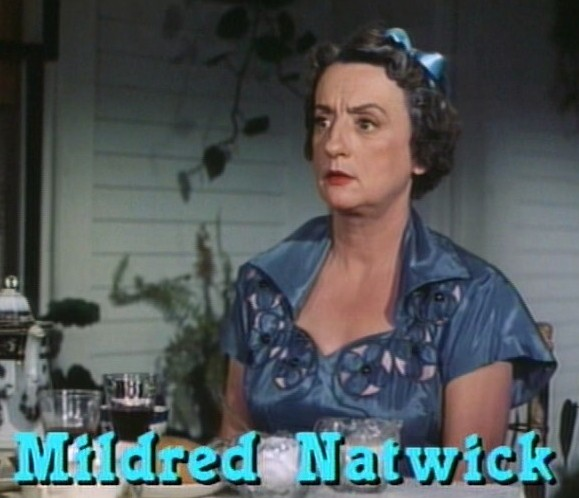
Mildred Natwick (1955)

Mildred Natwick (* 19. Juni 1905 in Baltimore, Maryland; † 25. Oktober 1994 in New York City, New York) war eine US-amerikanische Theater- und Filmschauspielerin. Sie verkörperte markante Nebenrollen in Hollywoodfilmen über einen Zeitraum von rund 50 Jahren.

## Leben
Mildred Natwick wurde als Tochter eines Geschäftsmannes in Baltimore geboren und besuchte die Bryn Mawr School in Baltimore. Bereits zu ihren College-Zeiten hatte sich ihr Interesse zur Schauspielerei entwickelt, und sie begann, in Laiengruppen zu spielen, später arbeitete sie dann hauptberuflich als Schauspielerin. In Cape Cod trat sie an der Seite der damals noch unbekannten, späteren Filmstars James Stewart und Henry Fonda auf. Ihr Broadway-Debüt feierte Mildred Natwick 1932 in dem Stück Carry Nation. Später trat sie in Stücken von George Bernard Shaw und Noël Coward auf. Sie spielte dort während der gesamten 1930er-Jahre, und auch nach dem Beginn ihrer Filmkarriere blieb sie dem Broadway zumindest zeitweise verbunden. Insgesamt kam sie so bis 1979 zu Auftritten in 29 Broadway-Produktionen.
Ihr erfolgreiches Filmdebüt gab sie 1940 in einer Nebenrolle in John Fords Der lange Weg nach Cardiff. Später trat Natwick noch mehrmals unter der Regie von John Ford auf. Die Schauspielerin war bei ihrem ersten Film bereits 35 Jahre alt, sodass sie in ihrer gesamten Karriere fast nur in Charakterrollen zu sehen war. Sie spielte durch ihre Eigenarten auffällige, in ihrem Charakter aber sehr unterschiedliche Persönlichkeiten. 1955 fungierte sie in der Rolle einer intriganten Hexe als Dialogpartnerin von Danny Kaye bei dessen berühmter „Der-Becher-mit-dem-Fächer“-Szene in der Komödie Der Hofnarr. Im selben Jahr wurde sie von Alfred Hitchcock in der schwarzen Komödie Immer Ärger mit Harry in einer der wenigen Hauptrollen ihrer Karriere besetzt. Sie spielte darin eine altjungferliche Dame, die sich im Verlauf des Films zaghaft an Edmund Gwenns Figur annähert. Für die Rolle der Mutter von Jane Fonda in der Komödie Barfuß im Park wurde Natwick 1968 für den Oscar als beste Nebendarstellerin nominiert. Sie hatte diese Rolle zuvor über einen Zeitraum von vier Jahren in dem Originalstück am Broadway verkörpert. Daneben trat sie aber auch in zahlreichen Serien als Gaststar auf, wie zum Beispiel in Magnum, Trapper John, M.D. oder Mord ist ihr Hobby.  1974 erhielt sie den Emmy in der Kategorie Beste Hauptdarstellerin einer Miniserie für fünf Auftritte in der Serie The Snoop Sisters.
Nach rund 90 Film- und Fernsehauftritten fand ihre Karriere mit der Darstellung der Familienmatriarchin in dem preisgekrönten und starbesetzten Kostümdrama Gefährliche Liebschaften (1988) einen würdigen Abschluss. Mildred Natwick starb im Jahr 1994 im Alter von 89 Jahren an Krebs. Sie hatte nie geheiratet und hinterließ keine Kinder. Sie wurde neben ihrer Schwester auf dem Lorraine Cemetery in Baltimore begraben.

## Filmografie (Auswahl)
- 1940: Der lange Weg nach Cardiff (The Long Voyage Home)
- 1945: Mit den Augen der Liebe (The Enchanted Cottage)
- 1945: Yolanda und der Dieb (Yolanda and the Thief)
- 1947: Qualen der Liebe (A Woman’s Vengeance)
- 1948: Spuren im Sand (3 Godfathers)
- 1948: Ein Bandit zum Küssen (The Kissing Bandit)
- 1949: Der Teufelshauptmann (She Wore a Yellow Ribbon)
- 1950: Im Dutzend billiger (Cheaper by the Dozen)
- 1952: Der Sieger (The Quiet Man)
- 1952: Gegen alle Flaggen (Against All Flags)
- 1955: Der Hofnarr (The Court Jester)
- 1955: Immer Ärger mit Harry (The Trouble with Harry)
- 1956: Moderne Jugend (Teenage Rebel)
- 1957: Tammy (Tammy and the Bachelor)
- 1967: Barfuß im Park (Barefoot in the Park)
- 1969: So reisen und so lieben wir (If It’s Tuesday, This Must Be Belgium)
- 1972–1974: The Snoop Sisters (Fernsehserie, fünf Folgen)
- 1973: Eine Million fürs Feuer (Money to Burn)
- 1974: Daisy Miller (Daisy Miller)
- 1975: At Long Last Love
- 1979: You Can’t Take It with You (Fernsehfilm)
- 1982: Hausmädchen gesucht (Maid in America, Fernsehfilm)
- 1982: Liebesgrüße aus dem Jenseits (Kiss Me Goodbye)
- 1985: The Adventures of Alexander Hawkins (Fernsehfilm)
- 1987: Die Spur des Bösen (Deadly Deception, Fernsehfilm)
- 1988: Gefährliche Liebschaften (Dangerous Liaisons)

## Auszeichnungen
- 1957:	Nominierung für den Emmy in der Kategorie Best Supporting Performance by an Actress für Blithe Spirit
- 1968: Nominierung für den Oscar in der Kategorie Beste Nebendarstellerin für Barfuß im Park
- 1968: Nominierung für den Laurel Award in der Kategorie Beste Nebendarstellerin für Barfuß im Park (vierter Platz)
- 1974: Emmy in der Kategorie Beste Hauptdarstellerin in einer Miniserie für The Snoop Sisters